# 日本苇
日本苇（学名：Phragmites japonicus）为禾本科芦苇属下的一个种。

## 扩展阅读
- 維基物種上的相關：日本苇